# Fritz Rühl
Fritz Rühl (* 14. Dezember 1836 in Bayern; † 30. Juni 1893 in Zürich) war ein bayrischstämmiger Schweizer Verleger, Insektenhändler und Entomologe.

## Leben
Fritz Rühl wirkte in der Zeit um 1865 als Naturalienhändler in Ansbach, von wo aus er das von seinen Brüdern und Verwandten unter anderem am Roten Meer und in Arabien gesammelte Material an diverse Universitäten und Sammler verkaufte. Er übersiedelte später in die Schweiz nach Hottingen und gründete 1886 die entomologische Zeitschrift „Societas entomológica“ (1886–1930), die als Organ für den internationalen Entomologenverein fungierte und die er bis zu seinem Tod redigierte. 
Im Jahr 1892 veröffentlichte er im Verlag von Ernst Heyne in Leipzig den ersten Band seiner Schrift über Die palaearktischen Grossschmetterlinge und ihre Naturgeschichte. Das Werk wurde 1895 von Alexander Heyne fortgesetzt und 1899 von Max Bartel um den Anteil der Nachtfalter erweitert.
Seine in Ansbach geborene Tochter Marie Rühl (1868–1930), die ihren Vater über Jahre auf seinen jährlichen entomologischen Exkursionen nach Graubünden begleitet hatte, übernahm nach seinem Tod die Redaktion der entomologischen Zeitschrift „Societas entomológica“. Sie arbeitete die nächsten Jahrzehnte am 1895 gegründeten Concilium Bibliographicum in Zürich und führte daneben die Zeitschrift noch weiter bis zu ihrem Tod im Jahr 1930.
Von seiner Korrespondenz sind ein Brief an Ernst Haeckel vom 20. Januar 1865, drei Briefe und vier Postkarten an den Entomologen Lucas von Heyden sowie ein 1891 an den Entomologen Camillo Schaufuß geschriebener Brief im jeweiligen Nachlass überliefert.
Über die Sammlung des italienischen Entomologen Paolo Magretti (1854–1913) gelangten Teile der Bestände an Hymenoptera an das Museo civico di storia naturale di Genova. Seine Sammlung von exotischen Lepidoptera und Coleoptera kam an das Istituto Sperimentale per la Zoologia Agraria in Florenz.

## Schriften (Auswahl)
- Die palaearktischen Grossschmetterlinge und ihre Naturgeschichte. Erster Band, Ernst Heyne, Leipzig 1892 (Digitalisat)

## Societas entomológica
- Societas entomologica (biodiversitylibrary.org)